# Петровское (Вольнянский район)
Петровское (укр. Петрівське) — село,
Любимовский сельский совет,
Вольнянский район,
Запорожская область,
Украина.
Код КОАТУУ — 2321582509. Население по переписи 2001 года составляло 185 человек.

## Географическое положение
Село Петровское находится на расстоянии в 2,5 км от села Скелеватое и в 3-х км от сёл Любимовка, Беляевка и Новогупаловка.

## История
- 1931 год — дата основания.